# 曽根氏
曽根氏（そねし）は日本の氏族の1つ。甲斐源氏の分家である。別の表記に「曾禰」、「曾弥」、「曾根」などがあるが、どの段階で変更されたかは不明な点もある。

## 概要
清和源氏・源清光の子である曾禰禅師厳尊（表記は玄尊とも）を祖とする。厳尊の長男・曾禰太郎遠頼（とおより）は本家筋にあたる源頼朝に臣従して活動した。
しかしその血脈は室町時代中期に絶え、武田信重の子である基経（もとつね）、継いでその弟の賢信（かたのぶ、名は賢範（かたのり）とも）が曽根氏を再興している。この時に名乗った苗字が「下曽根」ともいわれ、武田信豊を自害に追い込んだとされる小諸城代・下曽根浄喜も子孫の一人とされる。
賢信の子孫は本家（賢信の兄・信守の血統）である戦国大名・甲斐武田氏に仕え、その孫・昌長が武田信昌（信守の子）から「昌」の字を賜って以降、一族（縄長、虎長など）が主君・武田氏（信縄、信虎）からの偏諱を賜っている。曽根昌長は楠浦昌勝とともに信縄・信虎の有力側近として活動し、『王代記』によれば永正17年（1520年）6月には逸見氏・大井氏・栗原氏ら甲斐国人との争いにおいて信虎とともに戦っている。
虎長の子と考えられている曽根昌世は武田晴信（信玄）、勝頼の2代に仕えた足軽大将として知られる。『国志所引曽根系図』によれば、永禄8年（1565年）の義信事件では昌世の子とされる「曽根周防」が飯富虎昌とともに処刑され、昌世も一時駿河へ隠棲したという。
「曽根周防」については確実な記録からは確認されないが、永禄8年(1565年)6月に武田義信とともに甲斐国二宮・美和神社へ太刀を奉納した際の奉加帳に見られる「曽根虎盛（九郎左衛門尉）」とする説もある。一方で曽根虎盛は元亀年間に駿河久能城に在城していることから永禄8年(1565年)以降の存命が確認され、「曽根周防」の存在を疑問視する説もある。
昌世は天正3年（1575年）5月21日の長篠の戦いまでその家臣として活動したが、天正10年（1582年）3月の武田氏滅亡前に徳川家康に臣従した。昌世は駿河興国寺城を安堵され、その同年6月の本能寺の変により「天正壬午の乱」が起こると、駒井政直などと共に武田遺臣を徳川氏に味方させるべく起請文のまとめ役となり、後北条家との争いにおいてに活躍したが、程なくして出奔する。以降は蒲生氏郷に仕えたといわれている。(天正壬午起請文参照)
この他にも支流・分家が存在しており、現在に至っている。
分家の一つが以下の系譜とされる。
曽根昌長 - 曽根定次 - 曽根長次(上野守) - 曽根長忠(七郎兵衛) - 曽根忠次